# 書剣恩仇録
『書剣恩仇録』（しょけんおんきゅうろく、繁体字: 書劍恩仇錄、拼音: Shūjiànēnchóulù）は、中国および中華圏（台湾、シンガポール、華僑・華人コミュニティ等）で著名な小説家金庸の武俠小説の1つ。金庸が最初に執筆した武俠小説である。

## 概要
『書剣恩仇録』は1955年から1956年にかけて、香港の新聞『新晩報』に連載された。
1954年、白鶴拳の陳克夫と呉派太極拳の呉公儀という、当時の香港で有名だった2人の武術家が、マカオで対戦するという事件が起こって話題を呼び、世間で武術熱が高まった。それをきっかけに『新晩報』では武俠小説の連載を企画することにし、まず金庸の同僚で友人でもあった梁羽生が『龍虎闘京華』の連載を開始、新武俠小説の時代の扉を開いた。続いて金庸も武俠小説の執筆を始めることになり、誕生したのがこの『書剣恩仇録』である。
物語は、18世紀、清朝が最盛期を迎えた乾隆年間の中国大陸を舞台に、満州族の清朝の乾隆帝が実は漢族であったという民間伝承（乾隆帝漢人説）と、伝説の美女香妃の逸話を絡めながら、滅満興漢を掲げて清朝に敵対する幇会紅花会と、ウイグル族による反清の悲壮な闘いを描いている。
『書剣恩仇録』は、民族と国家、個人と国家の矛盾が重要な主題となっており、異民族による中国の征服とそれへの抵抗に加え、武林の各門派の抗争や男女間の恋愛などが、壮大な歴史活劇の中に描き込まれており、後の金庸作品の特色の多くが『書剣恩仇録』において既に現れている。

## 登場人物
陳家洛
反清復明を掲げる紅花会の二代目総舵主。文武に優れた貴公子だが、数奇な出生に誘われて紅花会を率い、清朝と対峙する。
乾隆帝
清朝第六代皇帝。己の出生の秘密を知る紅花会の文泰来を捕らえ、口を封じようとする。
ホチントン（霍青桐）
回族の族長ムジョルンの長女。黄衫を好んで着用し、帽子には常に翠緑の羽根を挿しているので、「翠羽黄衫」と呼ばれる。関明梅の弟子で天山派の剣法を用い、陳家洛に思慕を募らせる。
カスリー（香香公主）
回族の族長ムジョルンの次女で、ホチントンの妹。天性身体から芳香を放つため、「香香公主」と呼ばれる絶世の美少女。
于万亭
紅花会の前総舵主。陳家洛の母と浅からぬ縁があり、陳家洛を養子とし、後継者に指名した。無錫で死んだ。
無塵道人
紅花会第二位で、左腕を失った隻腕の剣客。人呼んで「追魂奪命剣」。
趙半山
紅花会第三位で、暗器の名手。人呼んで「千手如来」。温州王氏太極門掌門の一番弟子。かつて屠龍幇にいた時、陸韮青とは親友であった。
文泰来
紅花会第四位。乾隆帝の出生の秘密を知ったため、朝廷に追われる身となる。人呼んで「奔雷手」。
常赫志
紅花会第五位で、双子の弟常伯志と共に、「西川双俠」と呼ばれる義賊。青城派慧侶道人の弟子で、「黒沙掌」の使い手。死神のような恐ろしい容貌の主。
常伯志
紅花会第六位で、常赫志と瓜二つの容貌を持つ双子の弟。兄と共に「西川双俠」と呼ばれ、義賊として働いてきた。青城派慧侶道人の弟子で、「黒沙掌」の使い手。
徐天宏
紅花会第七位。矮躯だが智謀に優れ、紅花会の軍師的存在。人呼んで「武諸葛」。
楊成協
紅花会第八位。鉄のような肉体を持つ肥満漢。人呼んで「鉄塔」。
衛春華
紅花会第九位。命知らずの意気盛んな青年。人呼んで「九命錦豹子」。
章進
紅花会第十位で、佝僂。怪力の持ち主で、直情径行の熱血漢。人呼んで「石敢当」。
駱冰
紅花会第十一位。文泰来の妻。人呼んで「鴛鴦刀」。
石双英
紅花会第十二位。紅花会の仕置き役を司る。人呼んで「鬼見愁」。
蒋四根
紅花会第十三位。広東出身で水上戦に強い。人呼んで「銅頭鱷魚」。
余魚同
紅花会第十四位。駱冰を密かに恋い慕う美青年。人呼んで「金笛秀才」。
心硯
陳家洛の童僕。軽功は大人顔負け。
陸菲青
武当派出身の俠客で、かつて反清活動を行っていた屠龍幇にいた義士。屠龍幇が清朝の弾圧で瓦解し、お尋ね者として追われるようになると、李可秀の家塾の教師となって身を隠し、李沅芷を弟子にした。親友趙半山との縁で紅花会に手を貸す。
李沅芷
朝廷高官である李可秀の一人娘。好奇心旺盛で、陸韮青の弟子となって武芸を習うが、やがて紅花会と関わりを持つようになる。
李可秀
李沅芷の父。清朝の浙江水陸提督。
兆恵
清朝の正黄旗満州副都統にして鑲紅旗護軍頭領、定辺将軍を兼職する。回族に圧政を強い、部族の宝であるコーラン抄本を奪う。
張召重
武当派出身で、陸韮青の弟弟子の、朝廷に仕える武芸の達人。文泰来捕縛を命じられ、ことあるごとに紅花会と対立する。人呼んで「火手判官」。
童兆和
回族から奪ったコーラン抄本を北京へ護送する鎮遠鏢局の使い手。下卑た容貌で、口先だけの卑劣な小人。
滕一雷
「関東六魔」の第一魔。高麗人参の農園や牧場、金鉱を経営する遼東の富豪。
顧金標
「関東六魔」の第二魔。遼東の馬賊。
焦文期
「関東六魔」の第三魔。洛陽の韓家で修行した「鉄琵琶手」の使い手。私怨のある陸韮青を捕らえに来るが、返り討ちに遭う。
ハゴタイ
「関東六魔」の第四魔。モンゴルの遊牧民出身の盗賊。義理に篤い。
閻世魁
「関東六魔」の第五魔。回族から奪ったコーラン抄本を北京へ護送するために鎮遠鏢局に雇われたが、奪回を目論む回族の襲撃で惨死した。
閻世章
「関東六魔」の第六魔で、閻世魁の弟。回族から奪ったコーラン抄本を北京へ護送するため、鎮遠鏢局に雇われた。
王維揚
北京鎮遠鏢局の総鏢頭。八卦刀と八卦掌の使い手で、各地の盗賊たちに恐れられている。人呼んで「威鎮河朔」。
周仲英
鉄胆荘の荘主で、甘粛一帯の武林に睨みを利かせる大俠客。お尋ね者の文泰来を匿う。
周綺
仲英の娘。鉄火肌で喧嘩っ早い。人呼んで「俏李逵」。
袁士霄
陳家洛の師父。人呼んで「天池怪俠」。
関明梅
ホチントンの師父。人呼んで「雪鵰」。夫陳正徳と共に「天山双鷹」と呼ばれている。
陳正徳
関明梅の夫。人呼んで「禿鷹」。
ムジョルン
回族の族長。武芸に長け、義理人情に厚く公正な人柄で、部族から敬愛されている。清朝の圧制に抵抗し、奪われたコーラン抄本奪回に赴く。
アファンティ
回族の民間伝説で名高い頓智の達人。

## あらすじ
清朝が最盛期を迎えた乾隆年間。“滅満興漢”を掲げ、清朝の打倒を目指す幇会紅花会の総舵主于万亭は、死の間際に、養子の陳家洛を後継者に指名する。西域にいた陳家洛を新しい総舵主に迎えるため紅花会の英雄たちは、甘粛省の安西州へ向かう。ところがその途中、于万亭の遺言から乾隆帝の出生にまつわる重大な秘密を知らされた紅花会屈指の使い手文泰来とその妻駱冰は、朝廷が放った刺客に襲われ、文泰来は深手を負った末に捕らわれてしまう。仲間の救出に乗り出す陳家洛に率いられた紅花会の英雄たち。果たして文泰来を朝廷の手から取り戻すことができるのか？　そして乾隆帝が必死に守ろうとする出生の秘密とは？

## 用語
滅満興漢
満州族を追い出して漢民族の王朝を復興させようとする革命思想。太平天国の乱を起こした洪秀全はこれを掲げ、満州族の風習である弁髪などを拒否した。また、孫文もこれをスローガンに、1895年広東で最初の武力蜂起を行った。
乾隆帝漢人説
主に金庸の故郷海寧県に伝わる民間伝承。康熙帝の重臣・陳閣老（本作では陳家洛の実父という設定）は、皇太子となる前の雍正帝と親しくし、男子のいない雍正帝に自らの男子を献上したという。それが後の乾隆帝であるという伝説。後に事の重大さを恐れた陳閣老は、官を辞し故郷の海寧県に隠居したが、陳を慕う乾隆帝は何度も訪れたという。史実では海寧に四度足を運び、莫大な費用をかけて陳家の墓を建て直している。

## 書誌情報
徳間書店「金庸武俠小説集」の第1回刊行作品で、1996年10月から1997年1月にかけ全4巻で出版された。2001年4月から2001年5月にかけ 徳間文庫 全4巻で再刊された。
- 徳間書店、岡崎由美 訳

1. 秘密結社 紅花会　ISBN 4-19-860582-3
2. 乾隆帝の秘密　ISBN 4-19-860600-5
3. 砂漠の花 香妃　ISBN 4-19-860615-3
4. 紫禁城の対決　ISBN 4-19-860631-5

- 徳間文庫、岡崎由美 訳

1. 秘密結社 紅花会　ISBN 4-19-891482-6
2. 乾隆帝の秘密　ISBN 4-19-891483-4
3. 砂漠の花 香妃　ISBN 4-19-891501-6
4. 紫禁城の対決　ISBN 4-19-891502-4

## 映像化作品
映画
- 『書剣恩仇録』 香港 1960年 - 張瑛（陳家洛／乾隆帝）※日本未公開
- 『儒俠』 ショウ・ブラザーズ 香港 1967年 ※日本未公開
- 『書剣恩仇録』 ショウ・ブラザーズ  香港 1981年 - ティ・ロン（陳家洛）、パイ・ピョウ（乾隆帝）
- 『清朝皇帝 第1部 紅花党の反乱／第2部 シルクロードの王女・香妃』（ビデオ題『風と興亡 第1部 紅花党の反乱／第2部 シルクロードの王女・香妃』、DVD題『書剣恩仇録 上巻 紅花党／下巻 香香（シャンシャン）公主』）香港・中国 1987年 - チャン・ドゥオフー（陳家洛）、ター・シーチャン（乾隆帝）
  - 『格闘飛龍 方世玉』 香港 1992年 - アダム・チェン（陳家洛）（金庸を原作者に挙げていないが、陳家洛が登場するなど『書剣恩仇録』の外伝的作品となっている）
  - 『電光飛龍 方世玉2』 香港 1993年 - アダム・チェン（陳家洛）（上記作品の続編）

テレビドラマ
- 『書剣恩仇録』 無綫電視（TVB） 香港 1976年 - アダム・チェン（陳家洛／乾隆帝）※日本未公開
- 『書剣江山』 台湾電視公司（TTV） 台湾 1986年 - 游天龍（陳家洛／乾隆帝）※日本未公開
- 『書剣恩仇録』 無綫電視（TVB） 香港 1987年 - 彭文堅（陳家洛）、サイモン・ヤム（乾隆帝）※日本未公開
- 『書剣恩仇録』 中華テレビ（CTS） 台湾 1992年 - 何家勁（陳家洛）、沈孟生（乾隆帝）※日本未公開
- 『書剣恩仇録』 中央電視台（CCTV） 中国 1994年 - ホアン・ハイビン（陳家洛）、王衛国（乾隆帝）※日本未公開
- 『レジェンド・オブ・フラッシュ・ファイター 書剣恩仇録』 中国 2002年 - チウ・マンチェク（陳家洛）、チン・ツァロン（乾隆帝）
- 『書剣恩仇録』 中央電視台（CCTV） 中国 2008年 - チャオ・ジェンユー（陳家洛）、アダム・チェン（乾隆帝）

## 漫画
- 『書剣恩仇録』 画：何志文